# الأرنبة كريم

الأرنبة كريم مع صديقها تشيز في لعبة سونيك هيروز

الأرنبة كريم (بالإنجليزية: Cream the Rabbit ؛ باليابانية: クリーム・ザ・ラビット، كريمو زا رابيتّوه) هي شخصية خيالية من سلسلة ألعاب فيديو القنفذ سونيك من إنتاج سيجا،
هي أرنبة لطيفة، ومحترمة، ومؤدبة وجميلة، وصغيرة. ربتها أمها الخلوقة الأرنبة فانيليا على الاحترام والرد السليم والأخلاق الفاضلة. لكريم أذنان طويلتان تستطيع الطيران بهما ولكن ليس لمسافات طويلة للغاية مثل تيلز. تستطيع كريم الدفاع عن نفسها بالتحول إلى كرة ومهاجمة الأعداء بها مثل سونيك والاخرون وبالرغم من هذا فإنها لا تحب القتال بكثرة لكي تحافظ على جمالها كطفلة. من صفاتها أيضا أنها تحب معانقة الاخرين وخاصة الذين تحبهم كسونيك وتيلز ونكلز وغيرهم ولا تستطيع التوقف عن ذلك. لها صديق وفي اسمه التشاو تشيز (Cheese the Chao)
ظهرت كريم لأول مرة في لعبة سونيك أدفانس 2 على جهاز الغيم بوي أدفانس.